# Glycosmis trifoliata
Glycosmis trifoliata är en vinruteväxtart som först beskrevs av Carl Ludwig von Blume, och fick sitt nu gällande namn av Spreng.. Glycosmis trifoliata ingår i släktet Glycosmis och familjen vinruteväxter. Inga underarter finns listade i Catalogue of Life.